# Parti d'en rire
 (octobre 2023).
Si vous disposez d'ouvrages ou d'articles de référence ou si vous connaissez des sites web de qualité traitant du thème abordé ici, merci de compléter l'article en donnant les références utiles à sa vérifiabilité et en les liant à la section « Notes et références ».
Le parti d'en rire est un parti politique humoristique créé à la fin des années 1940 par Pierre Dac et Francis Blanche. L'émission officielle du parti, « Faites chauffer la colle », égaye les ondes radiophoniques de la France de l'après guerre de sketches hebdomadaires sur la Chaîne parisienne de la radiodiffusion française.
Son hymne, basé sur le Boléro de Ravel, a été interprété par ses créateurs ainsi que par les Quatre Barbus.
Un spectacle du même nom a été interprété par Jacques Pessis, fils adoptif de Pierre Dac en 2012.